# 第5独立強襲旅団 (ウクライナ陸軍)
第5独立強襲旅団（だい5どくりつきょうしゅうりょだん、ウクライナ語: 5-а окрема зтурмова бригада）は、ウクライナ陸軍の旅団。北部作戦管区隷下。第5独立強襲連隊として新編後、2023年2月24日に第5独立強襲旅団へ改編された。
ロシアのウクライナ侵攻中の2022年10月にウクライナ海兵隊、ウクライナ国家親衛隊とともにバフムートの戦いに参加している。
2023年9月29日、ウォロディミル・ゼレンスキー大統領から、名誉称号「キーウ」を授与された。

## 編制
2023年時点の編制は以下のとおりとなる。
- 本部管理中隊
- 第1機械化大隊
- 第2機械化大隊
- 第3機械化大隊
- 戦車大隊
- 砲兵群
- 防空大隊
- 偵察中隊
- 工兵大隊
- 兵站大隊
- 整備大隊
- 通信中隊
- レーダー中隊
- 衛生中隊
- CBRN防護中隊